# Sophia Vandagne
Sophia Vandagne (sinh ngày 2 tháng 11 năm 1979) là một cựu vận động viên cử tạ và Olympic của Seychellois.
Thi đấu trong sự kiện 58 kg nữ tại Thế vận hội Mùa hè 2000 ở Sydney, Sophia đã hoàn thành ở vị trí thứ mười ba với tổng trọng lượng nâng lên 160 kg.
Năm 1999, Vandagne được đề cử Seychellois Nữ vận động viên trẻ của năm.